# La Chapelaude

La Chapelaude este o comună în departamentul Allier din centrul Franței. În 1 ianuarie 2022 avea o populație de 941 de locuitori.